# Oltenești
Oltenești is een Roemeense gemeente in het district Vaslui.
Oltenești telt 2905 inwoners.